# Mariano Baquero Goyanes
Mariano Baquero Goyanes (* 10. Juni 1923 in Madrid; † 13. Juni 1984 in Murcia) war ein spanischer Romanist und Hispanist.

## Leben und Werk
Baquero Goyanes studierte in Oviedo (Abschluss 1944), wurde in Madrid bei Rafael de Balbín Lucas promoviert und war von 1949 (mit 26 Jahren) bis zu seinem Tod Professor an der Universität Murcia. 1953 begründete er dort die Zeitschrift Monteagudo. In Murcia gehörten Gonzalo Sobejano und Joaquín Gimeno Casalduero zu seinen Schülern.

## Werke
- El cuento español en el siglo XIX, Madrid 1949
  - El cuento español. Del romanticismo al realismo, hrsg. von Ana L. Baquero Escudero, Madrid 1992
- Problemas de la novela contemporánea, Madrid 1951, 1956
- La prosa neomodernista de Gabriel Miró, Murcia 1952
- La Novela naturalista española. Emilia Pardo Bazán, Murcia 1955, 1986
- Prosistas españoles contemporáneos. Alarcón. Leopoldo Alas. Gabriel Miró. Azorín, Madrid 1956
- La novela vista por Menéndez Pelayo, Madrid 1956
- Qué es la novela, Buenos Aires 1961, 1966, 1975; Murcia 1988, 1993, 1998
- Proceso de la novela actual, Buenos Aires 1963, 1974,
- Perspectivismo y contraste. De Cadalso a Pérez de Ayala, Madrid 1963
- Qué es el cuento, Buenos Aires 1967, 1974; Murcia 1988, 1993, 1998
- Estructuras de la novela actual, Barcelona 1970, 1972, 1975, Madrid 1989
- Emilia Pardo Bazán, Madrid 1971
- Temas, formas y tonos literarios, Madrid 1972
- Literatura de Murcia, Murcia 1984
- Variaciones sobre un mismo tema. Artículos de prensa, hrsg. von Abraham Esteve Serrano und Francisco Vicente Gómez, Murcia 2006